# Пульсар в двойной системе
Пульса́р в двойно́й систе́ме — пульсар, имеющий второй компонент, часто представляющий собой нейтронную звезду или белый карлик. По крайней мере, в одном случае (PSR J0737-3039) второй компонент также является пульсаром. Эта система получила название «двойной пульсар» (англ. double pulsar), в отличие от общего случая, когда второй компонент — не обязательно тоже пульсар (англ. binary pulsar). Пульсары в двойных системах принадлежат к тем объектам, которые позволяют физикам проверять выводы общей теории относительности вследствие сильных гравитационных полей в окрестности таких объектов. Хотя объект-компаньон пульсара обычно сложно или невозможно наблюдать напрямую, его наличие можно установить при исследовании зависимости импульсов пульсара от времени (англ. timing of the pulses), что возможно с высокой точностью при использовании радиотелескопов.

## История
Первый пульсар в двойной системе, PSR B1913+16, открыли в 1974 году в обсерватории Аресибо Джозеф Хотон Тейлор и Рассел Алан Халс, получившие в 1993 году Нобелевскую премию по физике. Когда Халс наблюдал открытый пульсар PSR B1913+16, то заметил, что частота пульсации изменяется в соответствии с некоторой закономерностью. Был сделан вывод о том, что пульсар вращается очень близко и с высокой скоростью вокруг другой звезды, период пульсаций меняется согласно эффекту Доплера: при приближении пульсара к наблюдателю импульсы наблюдаются чаще, при удалении пульсара количество регистрируемых за тот же промежуток времени импульсов будет меньше.
Импульсы можно представлять себе в виде тиканья часов; изменение частоты тиканья свидетельствует об изменении в скорости пульсара относительно наблюдателя. Халс и Тейлор определили также, что звёзды обладают примерно равными массами, при наблюдении флуктуаций импульсов, что привело к предположению о том, что второй компонент также является нейтронной звездой. Наблюдения импульсов проводятся с точностью 15 мкc.
Исследование двойного пульсара PSR B1913+16 привело к первому точному определению массы нейтронных звёзд, использующему свойства релятивистского замедления времени. Когда два тела близко расположены, гравитационное поле усиливается, время протекает медленнее, промежуток времени между двумя импульсами увеличивается. При движении пульсара в более слабом поле частота импульсов увеличивается.
До момента открытия гравитационных волн и исследований LIGO двойные пульсары были единственными объектами, по которым учёные могли обнаружить существование гравитационных волн; общая теория относительности предсказывала, что две нейтронные звезды будут излучать гравитационные волны при движении вокруг общего центра масс, что приведёт к уменьшению орбитальной энергии, сближению звёзд и уменьшению орбитального периода.
Модель с 10 параметрами, включающая информацию о кеплеровых орбитах, поправки к кеплеровым орбитам (например, скорость движения перицентра, гравитационное красное смещение, изменение орбитального периода, релятивистское замедление времени), достаточна для представления свойств пульсара во времени.
Измерения уменьшения орбитальной энергии системы PSR B1913+16 почти идеально соответствовали предсказаниям теории Эйнштейна. Теория относительности предсказывает, что постепенно орбитальная энергия переходит в энергию гравитационного излучения. Данные об орбитальном периоде PSR B1913+16, полученные Тейлором, Дж. М. Вайсбергом (англ. Joel M. Weisberg) и коллегами, подтверждают выводы теории; в 1982 году и позднее учёные подтвердили наличие разницы в наблюдаемом промежутке времени между двумя минимумами по сравнению с ожидаемым временем при постоянстве расстояния между компонентами. В течение десятилетия после открытия орбитальный период системы уменьшался на 76 миллионных секунды в год. Последующие наблюдения подтвердили данный вывод.

## Эффекты
Иногда второй компонент двойного пульсара увеличивается в размерах настолько, что часть вещества падает на пульсар. Падающий газ нагревается, что может создавать рентгеновское излучение. Перетекание вещества часто приводит к образованию аккреционного диска.
Пульсары также создают ветер из движущихся с релятивистскими скоростями частиц, которые в случае двойного пульсара могут деформировать и разрушить магнитосферу компонентов системы.